# Marian Piekarski (inżynier)
Marian Szczepan Piekarski (ur. 7 grudnia 1935 w Częstochowie, zm. 24 października 2010) – polski inżynier łączności.

## Życiorys
W latach 1953–1959 studiował na Wydziale Łączności Politechniki Wrocławskiej (1953-1959), a następnie do 1962 r. zaocznie na Wydziale Matematyki Uniwersytetu Wrocławskiego. Stopień doktora obronił na Wydziale Elektroniki Politechniki Wrocławskiej w 1966 r., habilitację uzyskał w 1976 r., a w 1992 r. przyznano mu tytuł naukowy profesora zwyczajnego nauk technicznych.
Pracę na Politechnice Wrocławskiej rozpoczął jeszcze jako student czwartego roku w 1956 r. w Katedrze Podstaw Telekomunikacji, a od 1968 r. pracował w Instytucie Telekomunikacji i Akustyki Politechniki Wrocławskiej, kolejno jako: młodszy asystent, asystent (1959 r.), starszy asystent (1960 r.), adiunkt (1966 r.), docent (1968 r.) i profesor nadzwyczajny na Wydziale Elektroniki (1978 r.). Od lat 80. kierował Zakładem Teorii Obwodów w Instytucie Telekomunikacji i Akustyki Politechniki Wrocławskiej. Był prodziekanem Wydziału Elektroniki Politechniki Wrocławskiej (1966-72), zastępcą dyrektora w Instytucie Telekomunikacji i Akustyki Politechniki Wrocławskiej (1972-1978, 1987-1991) i dyrektorem Instytutu (1981).
Członek Wrocławskiego Towarzystwa Naukowego (od 1977 r.) i jego prezes (od 1991 r.), członek Polskiego Towarzystwa Elektrotechniki Teoretycznej i Stosowanej (od 1962 r.), członek jego komisji rewizyjnej (1973-1974), przewodniczący zarządu oddziału wrocławskiego (1981-1985), zastępca członka (1976-1980) i członek zarządu głównego oraz wiceprzewodniczący zarządu głównego (od 1986 r.); w 1996 r. został członkiem honorowym. Członek Komitetu Elektroniki i Telekomunikacji Polskiej Akademii Nauk i Komitetu Narodowego Międzynarodowej Unii Radiowej.
Jego zainteresowania naukowe obejmowały teorię sygnałów, obwodów, systemów i układów elektronicznych oraz cyfrowe przetwarzanie sygnałów. Prowadził badania w zakresie zastosowania metod topologicznych analizy i syntezy układów elektronicznych, metod syntezy układów mikroelektronicznych, jak również badania bezwzględnej stabilności wielowrotników oraz układów wielowymiarowych, metod bezpośredniej syntezy pasywnych układów analogowych, dyskretnych i cyfrowych metod przestrzeni stanów, a także metod interpolacji macierzami rzeczywistymi dodatnimi i macierzami rzeczywistymi ograniczonymi. Autor 2 patentów, 2 skryptów i ponad 120 artykułów, promotor 15 przewodów doktorskich.
Wykładał także na WSI w Zielonej Górze (1966-68) i WSI w Koszalinie (od 1990).
Odznaczony m.in. Krzyżem Kawalerskim Orderu Odrodzenia Polski, Złotym Krzyżem Zasługi, Medalem Komisji Edukacji Narodowej i Złotą Odznaką Politechniki Wrocławskiej.
Został pochowany na cmentarzu przy ul. Smętnej we Wrocławiu.

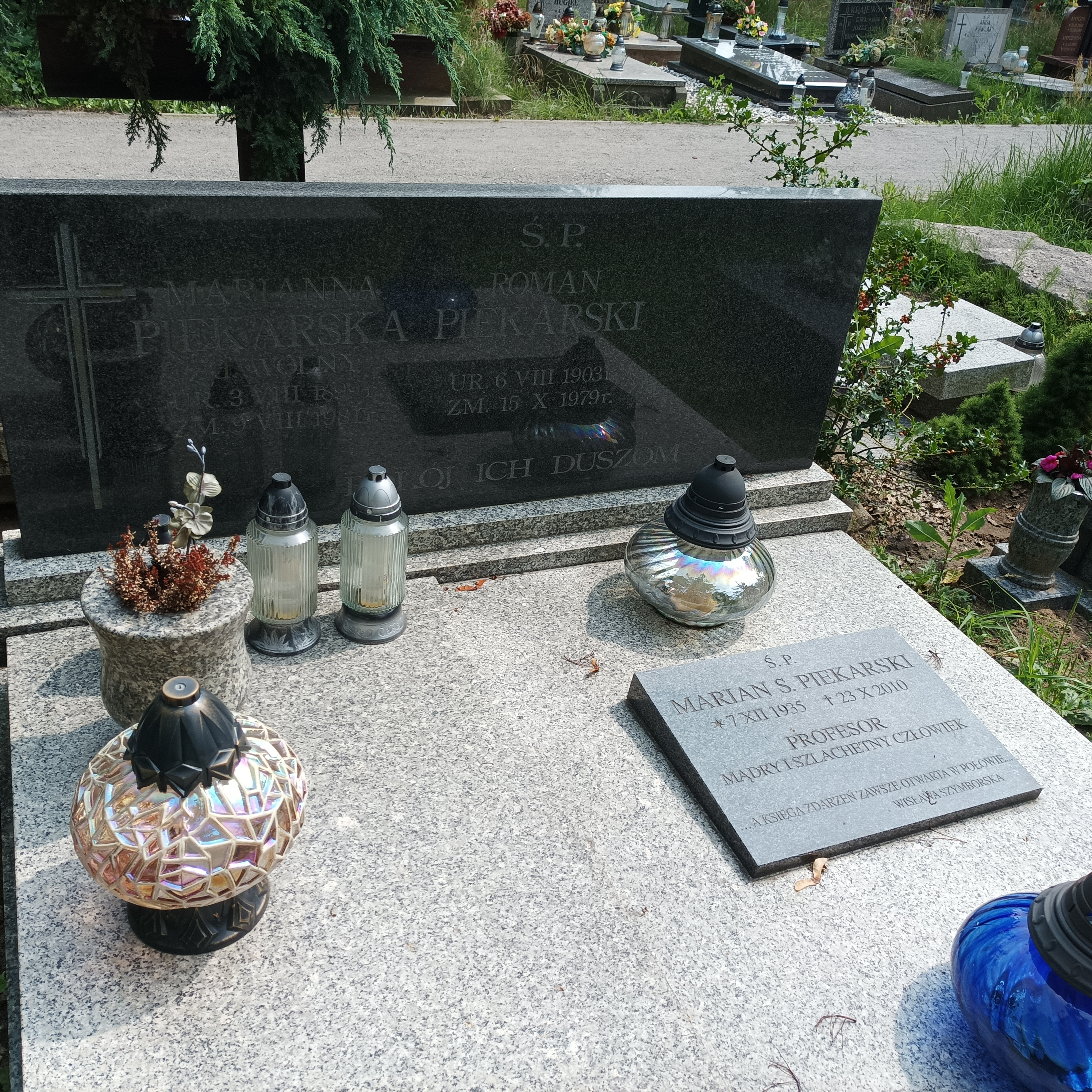
Grób prof. Mariana S. Piekarskiego na Cmentarzu Świętej Rodziny